# Sidra del País Vasco
La sidra del País Vasco (en euskera sagardo en el País Vasco español, o sagarno en el País Vasco francés) es una bebida elaborada a partir del zumo fermentado de manzanas, que fue otrora muy popular en casi todas las provincias del País Vasco y desde los años 80 está viviendo un renacimiento.
Antes del siglo XIX era una bebida alcohólica de consumo diario en muchas familias de las zonas montañosas de Vizcaya, Guipúzcoa, norte de Navarra y el País Vasco francés, donde el vino, proveniente de las llanadas viticultoras del sur de Álava y Navarra, era difícil de adquirir debido a la accidentada orografía del montañoso norte, salvo el chacolí elaborado en las comarcas de la Costa Vasca.

Len ozta ezaututen zan matsardaoa. Sagasti asko zirean, ta erriko ardao edo sagardaoaz igaroten zirean bizkaitar ta beste euskaldunak.
(Antes apenas se conocía el vino de uva. Había muchos manzanales y con el vino del pueblo, o sea con la sidra, pasaban los vizcaínos y los demás euskaldunes».)
Juan Antonio Moguel (1745-1804) en su novela Peru Abarca.

El término sagardo hace referencia a la sidra natural (sagardo literalmente significa ‘vino de manzana/s’, como su homónimo alemán, apfelwein). A la sidra vasca no se le añade gas carbónico, como poseen la mayoría de sidras del resto del mundo, salvo la sidra natural de Asturias o el apfelwein en el estado de Hessen en Alemania.
La localidad de Astigarraga es conocida como «la capital de la sidra» debido a su alta concentración de sidrerías. Según los datos del 2011, con 4818 habitantes y una superficie total de 11,91 km², hay registradas oficialmente en la localidad hasta 21 sidrerías. Como resultado de estos datos la localidad tiene una sidrería (sagardotegi en euskera) por cada 230 habitantes y una sidrería cada 0,5671 km². Todos estos datos convierten a Astigarraga en la localidad de toda Europa con más sidrerías por kilómetro cuadrado y habitante.
Es de destacar en la Edad Media la relación de los pescadores y marinos vascos con la sidra. Posteriormente en los siglos XVI y XVII los balleneros vascos que iban a Groenlandia y Terranova a la pesca del bacalao y la ballena, llevaban cantidad de barricas de sidra en las bodegas de sus barcos; llevaban sidra en lugar de agua porque esta se habría podrido. Esta práctica fue decayendo paulatinamente junto con la pesca de la ballena.
En 2016 la producción total de sidra en el País Vasco español y Navarra rondó los 12,5 millones de litros.

## Definición

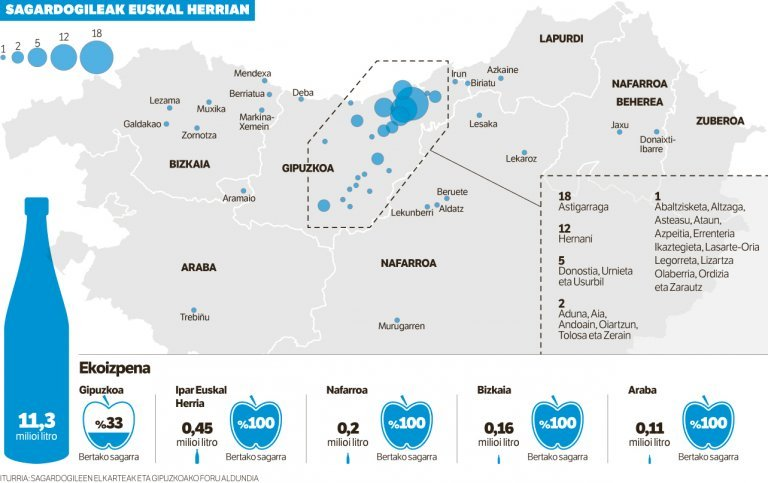
Productores de sidra en el País Vasco.

Según la Asociación de Sidreros de Guipúzcoa la definición de la sidra vasca es la siguiente:

La sidra elaborada siguiendo las prácticas tradicionales, sin adición de azúcares, que contiene gas carbónico de origen endógeno exclusivamente. Su graduación alcohólica adquirida será superior a 4'5 grados.
Orden de 1 de agosto de 1979 por la que se reglamentan las sidras y otras bebidas derivadas de la manzana.

## La temporada de la sidra

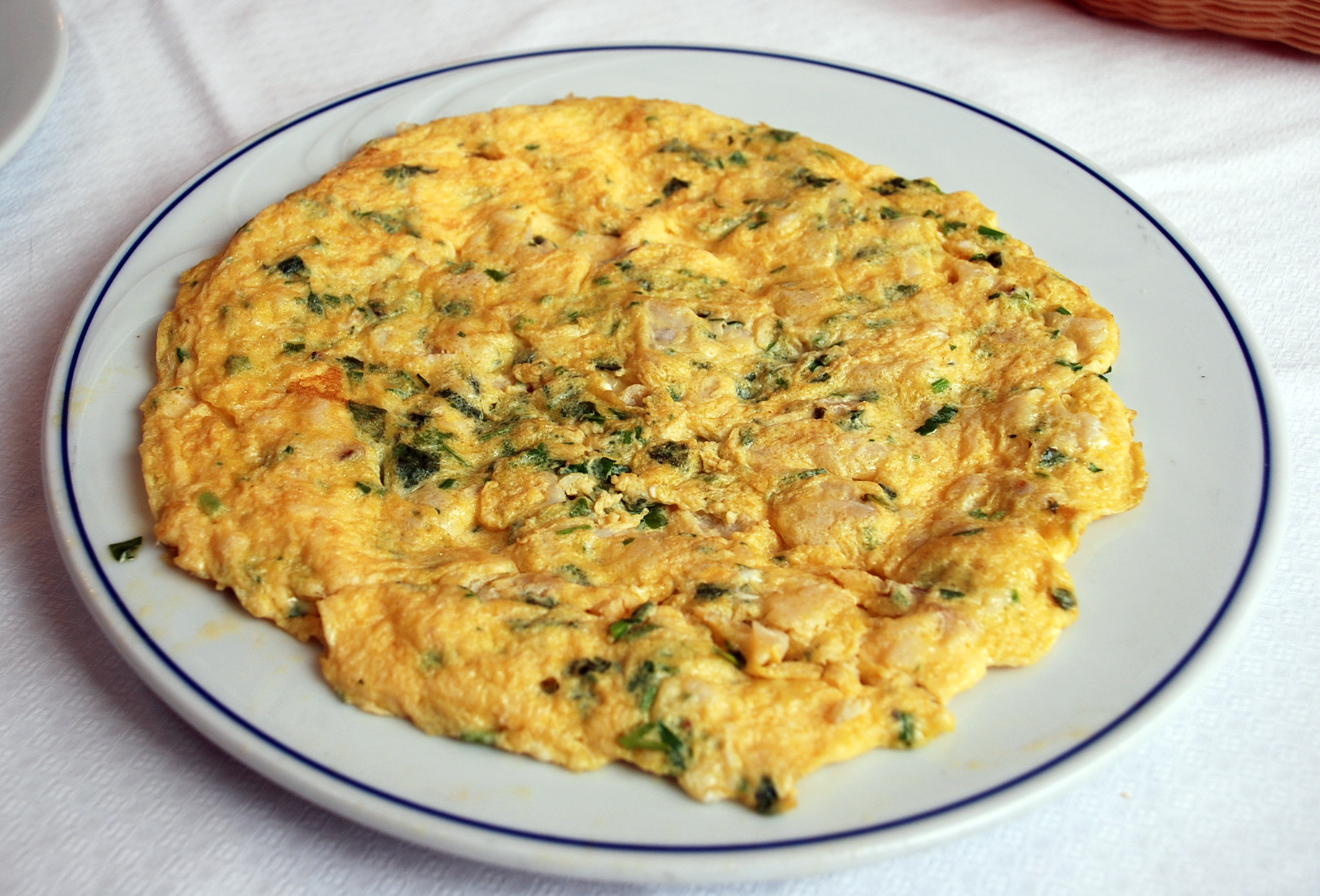
Tortilla de bacalao, plato tradicional que suele servirse dentro del menú de sidrería.

La nueva cosecha de sidra puede degustarse desde la segunda mitad de enero hasta finales de abril, a dicho periodo de tiempo se le llama sagardo denboraldia (‘temporada de la sidra’). En cambio, se puede degustar sidra embotellada durante todo el año. De por sí, cuando antiguamente no existía la tradición de embotellar la sidra, solía abrirse el barril de sidra y se bebía de él hasta que se vaciara, para ello normalmente se hacía uso de una jarra. La tradición del txotx es más actual: la temporada de txotx solía ser empleada para la degustación de los clientes que compraban botellas de sidra, para probar la sidra de las bodegas y para elegir la sidra que más gustaba al degustador.
Hoy en día la temporada de txotx es el periodo en la que se degusta la sidra que luego madurará en las botellas, dando la oportunidad de probar la nueva cosecha y de gozar el desarrollo que ha tenido la sidra dentro del barril. El tiempo ha convertido también a las sidrerías en áreas estratégicas por lo que ofrecen: beber el txotx de los barriles, y degustar el menú de sidrería: tortilla de bacalao, bacalao frito con pimientos y chuleta, y postre que consiste en queso de Idiazábal, membrillo y nueces.

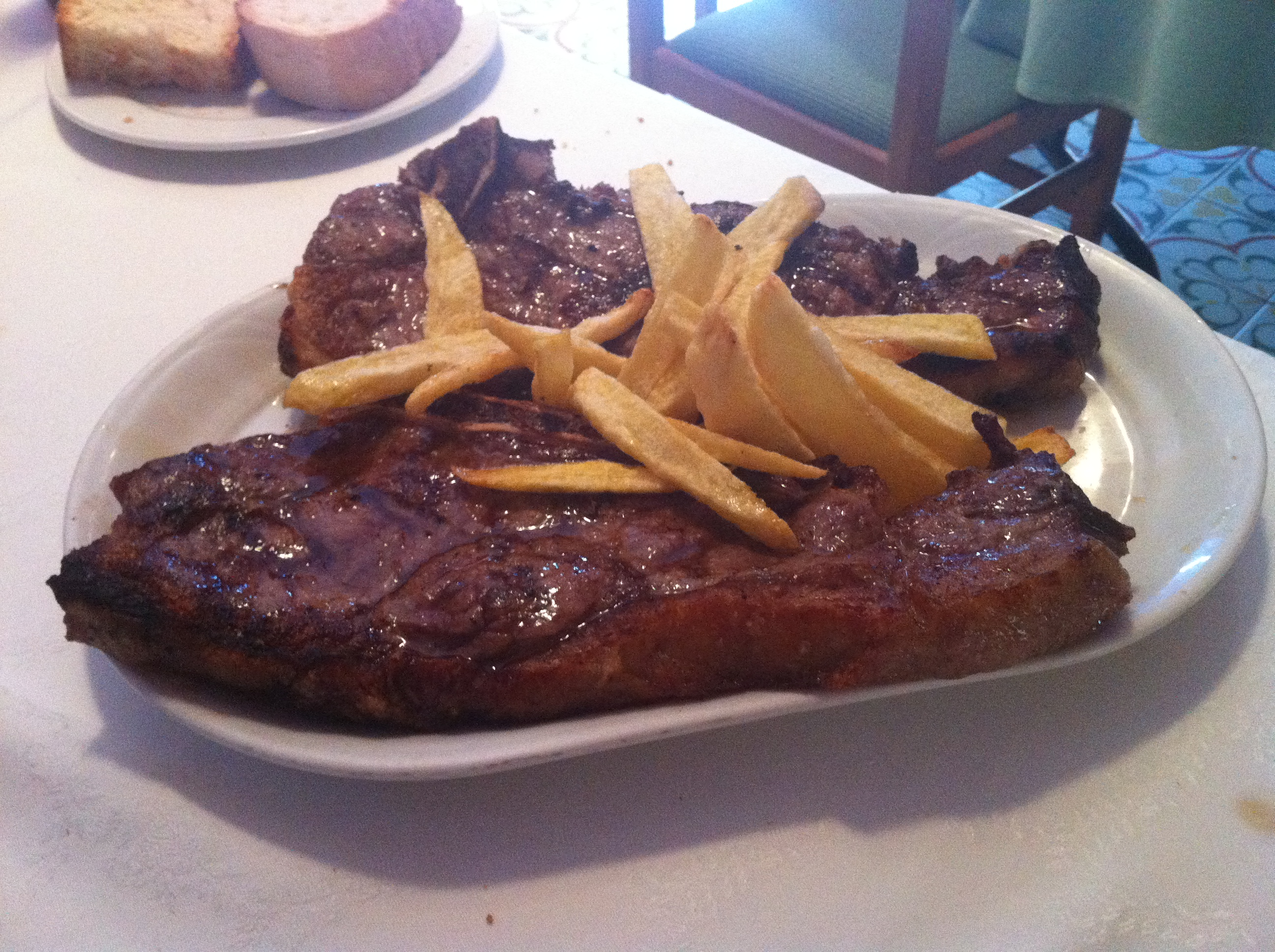
Chuleta con patatas.

Año tras año el 12 de enero en la localidad de Astigarraga suele celebrarse el inicio de la temporada de la sidra en el País Vasco con el Día de la Sidra Sagardo Eguna, en la cual personas populares y famosas de distintos ámbitos de la vida social del País Vasco son invitados a que realicen el ritual del txotx, mientras gritan la frase de «Hau da Astigarragako sagardo berria!» («¡Esta es la nueva sidra de Astigarraga!»). Las celebridades que han sido protagonistas de esta celebración son las siguientes: Andoni Egaña (versolari, 1994), Jose Mari Bakero (exfutbolista y entrenador, 1995), Javier Clemente (entrenador de fútbol, 1997), Miguel Induráin (ciclista, 1998), Juan Mari Arzak (cocinero, 1999), Pedro Miguel Etxenike (físico, 2000), Joane Somarriba (ciclista, 2001), Martín Fiz (corredor de atletismo, 2002), Abraham Olano (ciclista, 2003), Periko, Mikel Alonso y Xabi Alonso (futbolistas, 2004), Ainhoa Arteta (soprano, 2005), José Luis Korta (entrenador de remo, 2006), Juan Martínez de Irujo (pelotari, 2007), Andoni Luis Aduriz (cocinero, 2008), Aimar Olaizola (pelotari, 2009), el equipo completo de futbolistas de la Real Sociedad de Fútbol (2010), Karlos Arguiñano (cocinero, 2011), Julian Iantzi (presentador de televisión, 2012), La Oreja de Van Gogh (grupo musical, 2013), Kalakan (2014, grupo musical), los protagonistas de la película Loreak (2015, actores/actrices), Aritz Aranburu (2016, surfista), Eneko Atxa (2017, cocinero), Alberto Iñurrategi (2018, alpinista e himalayista) o Olatz Arrieta (2019, periodista astigartarra).

## La sidra vasca en la actualidad

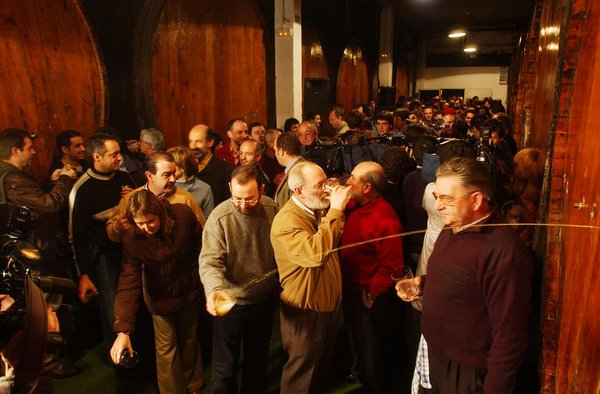
Clientes de una sidrería realizando el rito del txotx en una sidrería de la Comarca de San Sebastián.

La sidra en el País Vasco es conocida sobre todo en la Comarca de San Sebastián, en el noroeste de la provincia de Guipúzcoa. Las localidades de Astigarraga, Hernani, Urnieta y Usúrbil forman el principal núcleo sidrero del País Vasco y es en esta comarca donde se encuentra la concentración más alta de sidrerías. Aunque hoy en día las sidrerías están extendidas por toda la provincia de Guipúzcoa, también hay concentraciones de sidrerías de segundo orden en el noreste de Navarra y en el País Vasco Francés.
A diferencia del resto de regiones sidreras de Europa, donde se consume a lo largo de todo el año sin diferencia, en el País Vasco en gran medida es una bebida estacional. Oficialmente, la temporada de la sidra vasca comienza el 19 de enero de cada año, en este día se realiza el primer txotx, y se alarga hasta finales de mayo, época esta en la que es posible degustar sidra de tonel en cualquier sidrería. En cambio, durante el resto del año suele beberse sidra de botella.
Por otro lado, cada año suele celebrarse en diversas localidades de Guipúzcoa el Día de la Sidra, normalmente en las localidades de Astigarraga, Hernani, Usúrbil, Rentería, Lezo, Oyarzun, Pasajes... En el País Vasco Francés también se celebra en la ciudad de Bayona.

### Sociedad de Sidreros de Guipúzcoa
La Sociedad de Sidreros de Guipúzcoa se fundó en 1977 y hoy en día la constituyen oficialmente 50 sidrerías o productores de sidra natural. Su actuación principal es la promoción de la sidra y la defensa de los intereses de sus asociados. Hoy en día los 50 productores que la constituyen fabrican alrededor de 10 millones de litros por año. La sede de esta asociación se encuentra en la localidad de Astigarraga.

### Eusko label

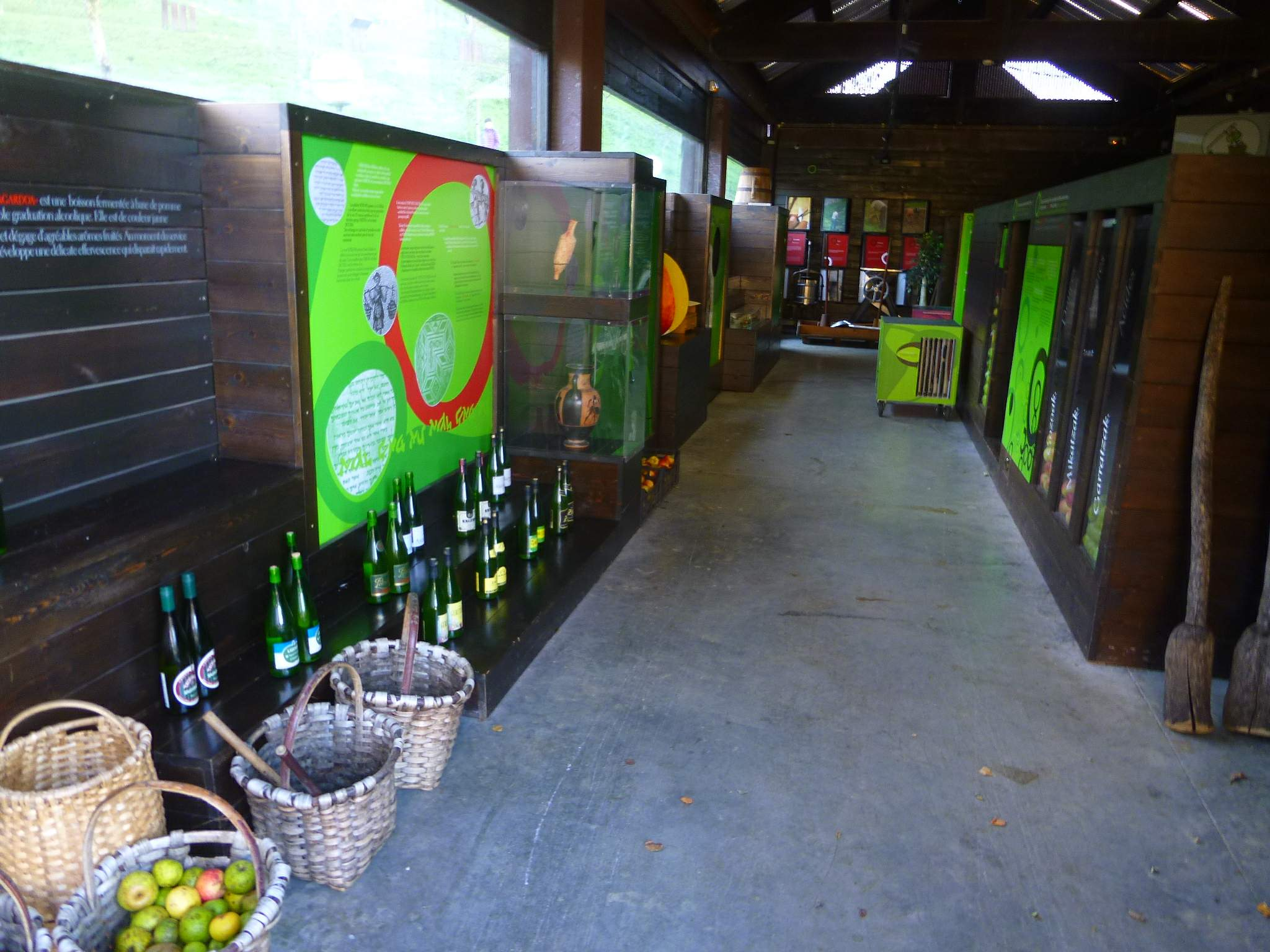
Sagardoetxea-Museo de la Sidra Vasca, en Astigarraga, Guipúzcoa

Desde 2011 se ha comenzado a comercializar sidra con el sello de calidad Eusko Label. La sidra que lleva esta etiqueta está elaborada única y exclusivamente con manzanas recogidas en los manzanos de la comunidad autónoma del País Vasco.
En aquel año se dieron nombre bajo el sello de Eusko Label unas 27 sidrerías, 19 de Guipúzcoa, 7 de Vizcaya y 1 de Álava. De estas, 20 ya están elaborando sidra con el sello de Eusko Label, 14 de Guipúzcoa y 6 de Vizcaya. Las sidrerías que elaboraron sidra con éste sello de calidad en el año 2011 fueron las siguientes:
- Guipúzcoa: Aburuza (Aduna), Aginaga (Usúrbil), Añota (Azpeitia), Astarbe (Astigarraga), Baleio (Oyarzun), Bereziartua (Astigarraga), Eula (Urnieta), Iparragirre (Hernani), Lizeaga (Martutene, San Sebastián), Ola (Irún), Petritegi (Astigarraga), Rezola (Astigarraga), Saizar (Usúrbil) y Urbitarte (Ataun).
- Vizcaya: Axpe (Axpe Achondo, Marquina-Jeméin), Etxebarria (Gatica), Kandi (Múgica), Laneko (Guizaburuaga), Malgarrazaga (Gatica) y Uxarte (Amorebieta-Echano).[20]

El resto de sidrerías, junto con las que además han mostrado este interés en poseer el sello de calidad Eusko Label, se han inscrito este año y se espera que comiencen a producir sidra con sello de calidad Eusko Label el próximo año, entre las cuales cabe destacar:
- Guipúzcoa: Calonge (Igueldo, San Sebastián), Etxeberria (Astigarraga), Itxas Buru (Hernani) y Urkiola (San Sebastián).
- Álava: Iturrieta (Aramayona).
- Navarra: Larrarte (Lecároz).
- Vizcaya: Sebastianeko (Mendeja).

### Sagardo Gorenak
Por otra parte, e impulsado por las empresas sidreras, se ha creado una nueva etiqueta llamada Sagardo Gorenak ("Sidras Superiores"), que cumplen estrictamente un reglamento exigente y superan durante todo el proceso de elaboración del producto varios controles de calidad para garantizar así sidra de calidad superior.
Como su nombre indica, se trata de sidras del país de calidad superior, a las cuales identifica el mencionado sello o etiqueta de calidad.
En el inicio de este proyecto tomaron parte 13 sidrerías: Alorrene (Astigarraga), Altzueta (Hernani), Barkaiztegi (Martutene, San Sebastián), Begiristain (Icazteguieta), Egi-Luze (Renteria), Gartziategi (Astigarraga), Gaztañaga (Andoáin), Gurutzeta (Astigarraga), Isastegi (Tolosa), Olaizola (Hernani), Sarasola (Asteasu), Zapiain (Astigarraga) y Zelaia (Hernani).

## Sidrerías del País Vasco

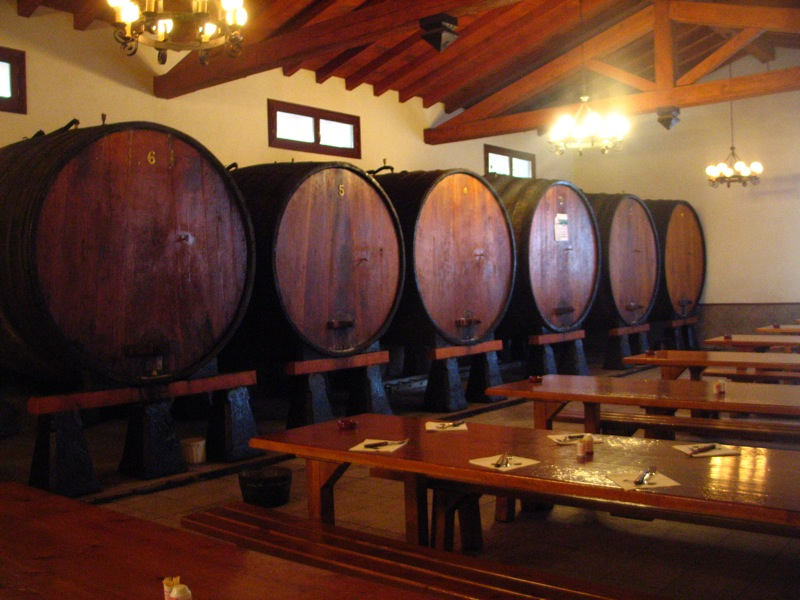
Interior de una sidrería vasca en Astigarraga (Guipúzcoa).

La mayor parte de sidrerías del País Vasco se concentran en Guipúzcoa, especialmente en la Comarca de San Sebastián, la zona que comprende las localidades des de Astigarraga, Hernani, Urnieta y Usúrbil, que tienen la mayor concentración de sidrerías. Aun así, podemos encontrar también sidrerías en el resto de territorios vascos. Hoy en día podemos encontrar los tradicionales sagardotegi-dolare ("sidrerías-lagares") en las siguientes localidades (las localidades que poseen más de una sidrería están destacadas con letra negrita):
- Álava: Amurrio, Araya, Aramayona, Cuartango, y Vitoria.
- Baja Navarra (Francia): Lasse.
- Guipúzcoa: Abalcisqueta, Aduna, Aya, Alzaga, Amézqueta, Andoáin, Asteasu, Astigarraga, Ataun, Azpeitia, Beasáin, Ceráin, Cizúrquil, Gabiria, Gainza, Hernani, Fuenterrabía, Icazteguieta, Irún, Irura, Icíar, Lasarte-Oria, Lazcano, Leaburu, Legorreta, Oyarzun, Olaberría, Ordicia, Rentería, San Sebastián, Tolosa, Urnieta, Usúrbil y Zubieta.
- Labourd (Francia): Biriatou y Urrugne.
- Navarra: Aldaz, Barañáin, Beruete, Burlada, Lecumberri, Lesaca, Lecároz, Murugarren, Ochagavía, Olite, Pamplona, Puente la Reina, Tafalla y Cizur Menor.
- Vizcaya: Ajánguiz, Berriatúa, Bilbao, Dima, Durango, Elorrio, Gámiz-Fica, Galdácano, Gatica, Guernica y Luno, Guizaburuaga, Yurreta, Lezama, Marquina-Jeméin, Mendeja, Munguía, Múgica, Sopuerta, Urdúliz y Amorebieta-Echano.

Astigarraga (con más de 20 sidrerías), Hernani (con más de 10), Urnieta (con más de 5), Oyarzun (5) y Usúrbil (5) son las localidades con la mayor cuota de concentración de sidrerías por localidad.

## Historia de la sidra vasca

### La introducción de la manzana en el País Vasco
Se desconoce la época en la introducción de la sidra en el País Vasco, aun así existen rastros que atestiguan que la manzana como los manzanos han estado presentes entre los vascos desde época inmemorial.
La palabra sagar con la que se denomina a la manzana en euskera está presente por todo el país, tanto en los apellidos vascos, las casa torres y palacios nobiliarios o innumerables nombres de lugares y topónimos. La palabra sagardo ("sidra"), o sagarno en el País Vasco francés, proviene de la palagras sagar ("manzana") y ardo o arno ("vino"), y significa "vino de manzana". Asimismo, la palabra sagarrondo ("manzano") también deriva de la palabra sagar. Por otro lado, en euskera se llama dolare (o tolare) al lagar o edificación donde se elabora la sidra.
Existen diferentes teorías sobre como llegó el manzano a Europa, algunas mencionan que es un árbol autóctono europeo, otras sitúan su origen en África o Asia. Durante mucho tiempo en el País Vasco existió la creencia de que la manzana había sido introducida por los árabes,[cita requerida] aunque esta creencia sea totalmente falsa. Del mismo modo, también existe la creencia de que los romanos trajeron los manzanos al País Vasco y Europa en general desde Asia, de todas formas y según otras opiniones la manzana es un fruto autóctono.
Ya en época antigu, los romanos llamaban a la sidra vinum ex malis y a la pera vinum ex piris, frutos con los que elaboraban un licor que bebían habitualmente. En la Edad Media a la bebida elaborada de la manzana se la llamaba pomacium y pomata. Del nombre del latín pasó al francés pomade y pomarada en asturiano. En castellano pasó a ser sidra, en francés cidre y en inglés cider, todas ellas derivadas de la palabra sicera del latín, nombre este que a su vez derivaba de la palabra griega σίκερα síkera que designaba un licor fermentado. Es muy posible que los vascos hubieran aprendido la elaboración de la sidra en época romana. Otros en cambio creen que ya lo elaboraban antes de la llegada de los romanos.

### Primeras menciones escritas
Ya en el siglo I el geógrafo griego Estrabón escribió sobre la abundancia de manzanos en la Galia, para a continuación mencionar que en Vasconia había una bebida similar a la sidra y elaborada a base de trozos de manzana cocidos y diluidos en agua y miel que bebían los vascones y llamaban phitarra.
Koldo Mitxelena en su libro Textos arcaicos vascos menciona que los primeros escritos sobre la sidra son del siglo XI. El texto más antiguo que ha llegado hasta nuestros días y que menciona la producción de la sidra vasca está datado el 17 de abril de 1014 y se trata de un texto escrito en latín sobre una donación de tierras situadas en Guipúzcoa por el rey Sancho III de Pamplona al Monasterio de Leire y su traducción es la siguiente:

''"Damos y ofrecemos en los términos de HERNANI a la orilla del mar un Monasterio que se dice de San Sebastián, con las tierras, MANZANALES, pesqueras marítimas, ..."

Por ello, en aquella época ya se plantaban manzanos en esta comarca, y se supone que tanto la gente ordinaria como los monjes elaboraban sidra de sus manzanas.
Los peregrinos de Francia que realizaban el Camino de Santiago y se dirigían desde Las Landas hacia el Pirineo cruzaban el Puerto de Ibañeta, y posteriormente bajaban a Roncesvalles. Uno de estos peregrinos que en aquella época cruzó el País de los Vascos dejó registro escrito sobre cómo en tierras vascas (del actual País Vasco francés) existían innumerables manzanos y se elaboraba la sidra. El citado peregrino era Aymeric Picaud, que en 1134 escribió una guía del peregrino en la que se describen los rasgos y costumbres de los países y pueblos por los que transcurre el Camino de Santiago. En el siglo XII y según las referencias de este peregrino, al pasar por Las Landas se percató de la pobreza e infertilidad de sus tierras, eran tierras llanas y arenosas, escasas de pan, vino, carne y pescado. Pero al llegar a Dax y Burdeos habla de abundancia, de sus vinos y panes. Al entrar en Vasconia, sus temores se agudizan, ya que además de las costumbres salvajes de los autóctonos, su idioma le parecía sumamente incomprensible, y describe el País de los Vascos o Vasconia como una región llena de bosques cerrados y altas montañas, en los cuales, según dice, no había ni vino ni alimentos, a no ser las manzanas, la leche y la sidra. Sin embargo, una vez pasa a España y llega a la tierra de los navarros no vuelve a citar la sidra ni los manzanos hasta ya entrar en tierras gallegas.
En 1609 el Parlamento de Burdeos envió al País Vasco francés al siniestro inquisidor Pierre de Lancre. Dicho inquisidor mandó a la muerte a cientos de personas. De Lancre describió a los vascos como personas embrujadas y pecadoras, desconocedoras de la existencia de Dios. Según este inquisidor la manzana era la culpable de la caída en desgracia de Adan, la fruta del pecado, y la sidra el elixir del demonio. Según sus creencias la manzanas simbolizaba el pecado. Como la sidra provenía de la manzana y era por aquella época la única bebida de los vascos, el inquisidor Lancre creyó que los vascos estaban totalmente locos y malditos.

### La sidra y los fueros

#### Las leyes de los manzanos y la manzana

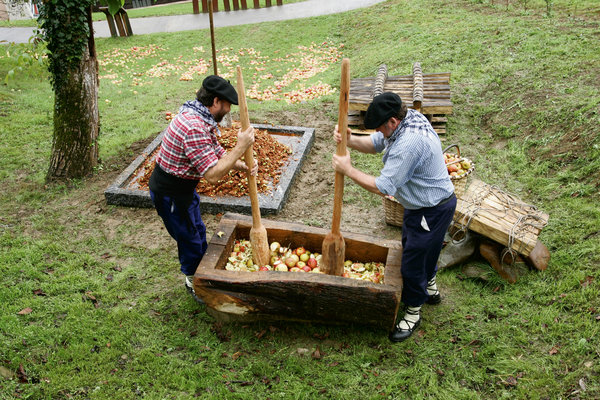
Machacando la manzana. Guipúzcoa, País Vasco.

A la hora de explicar los pormenores y aspectos especiales de la sidra en el País Vasco, es imposible dejar sin mencionar la aparición de los fueros vascos. Año tras año fueron registrándose en toda clase de libros esparcidos a lo largo y ancho del País Vasco numerosas ordenanzas y leyes referentes al manzano, la sidra y la manzana que finalmente formaron una normativa. Hoy en día mediante la lectura de dichos documentos se puede llegar a conocer la verdadera dimensión y gran importancia que tuvo en épocas antiguas la elaboración, fabricación y venta de la sidra en el País Vasco.

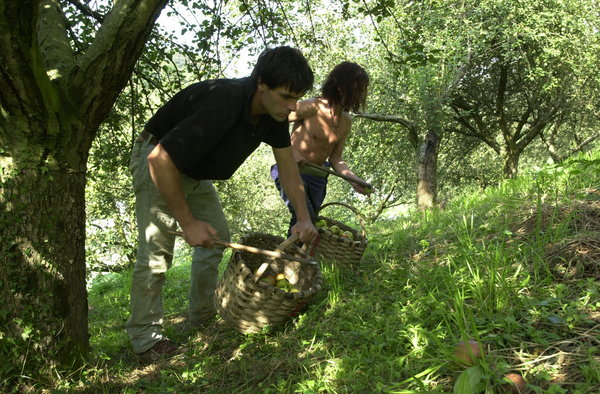
Recolección de manzanas para la elaboración de sidra en Guipúzcoa.

Antiguamente, los fueros vascos ofrecían una gran protección a los manzanos, dicha protección no se limitaba a los frutos del árbol, sino que también se extendía a los terrenos circundantes al manzano. Los fueros castigaban a todo aquel que voluntaria o involuntariamente dañara los manzanos. La defensa del manzano era muy severa y estricta, cada dueño del terreno del manzanal estaba sujeto a la ordenanza del territorio en el que residía, además se controlaba que la distancia mínima entre manzano y manzano se mantuviera a X medida, etc.
Las primeras leyes escritas referentes a la defensa de los manzanos en el País Vasco datan de 1189 y fueron dictadas en Labourd por el rey Ricardo Corazón de León. En dichas leyes fundamentalmente se prohíbe la entrada de ganado o animales en los manzanales, por ende, los malhechores que habían intentado robar manzanas de esos manzanos eran castigados sin miramiento o compasión alguna. En Bayona se ha descubierto la primera ley que prohibía expresamente la entrada de determinados animales en los manzanales, según esta ley el dueño de aquellas vacas o bueyes que hubieran entrado en un manzanal estaban obligados a pagar 60 'sous' por cabeza de res a modo de multa. El apartado complementario de dicha ley menciona también que el dinero de la multa debía ser repartido entre el denunciante y el ayuntamiento, todo ello independientemente del dinero suplementario que el denunciado debía de pagar al denunciante o demandante por los daños causados en el manzanal. En 1243 el Fuero de Navarra notificaba que los habitantes de las localidades de Cambó y Ustaritz se quejaban al rey Teobaldo I de Navarra por un robo de manzanas y toneles de sidra.
El 14 de febrero de 1342 en Burgos, Alfonso XI de Castilla ampara el derecho de los vecinos de Mondragón para vender libremente vino y sidra de acarreo en su casa sin cargas impositivas. Pedro I de Castilla lo ratificó el 6 de septiembre de 1351.
Las ordenanzas de 1457 de Guipúzcoa condenaban a pena de muerte a todo aquel que talara o dañara un mínimo de 5 manzanos silvestres e injertados en época de dar fruto. Los fueros de Vizcaya también castigaban con la pena de muerte a los que talaran manzanos.
Entre los años 1465 y 1467 el noble bohemio León de Rosmithal de Blatna realizó un viaje por toda Europa. Al pasar por el País Vasco francés escribió este testimonio sobre la impresión que le causaron las tierras vascas y su descomunal cantidad de manzanos y manzanales:

San Juan de Luz dista cinco millas de Hernani; esta ciudad está entre montañas y pasa por ella el río Uronico (por Urumea); en los montes que la rodean hay tanta abundancia de manzana que no he visto cosa igual en ninguna otra parte; los siembran como entre nosotros se siembra el cáñamo; un sólo vecino o labrador es dueño de millares de ellos; la causa de sembrar tantos manzanos es que no teniendo vino y no conociendo la cerveza, hacen con las manzanas una bebida fermentada.
León de Rosmithal de Blatna.

Cincuenta años después, en mayo de 1524 pasa por el País Vasco el ambajador de Venecia Andrea Navagero y escribe en su diario de viaje:

En esta tierra no hay vino y el trigo que se cría es poco; pero todo lo traen por el mar de las demás partes de España, donde lo hay en abundancia; en lugar de viñas se siembran manzanos de lo primero hacen almácigas, y cuando ya son grandes los transplantan con orden, como nosotros las viñas, y aún más espesos que se ponen en los jardines, lo cual hace muy apacible vista; semejan bosques; con las manzanas hacen un vino que llaman sidra, que es lo que bebe la gente común, y es claro, bueno y blanco, con un dejo agrio; es saludable a quien a él se acostumbra; para los que no, es difícil de digerir, daña el estómago y despierta gran sed. Hacen esta bebida con grandes prensas, como nosotros el vino, pero son necesarios más peso y mayor fuerza.
Andrea Navagero (1483-1529)

Las ordenanzas promulgadas en Hernani en el año 1587 castigaban con una multa de 24 maravedis al dueño de una cabra que hubiera entrado en un manzanal, y con 12 maravedis al dueño de un cordero. Si la entrada de los animales había sucedido de noche la cantidad de la multa a pagar se doblaba.
En los fueros de Guipúzcoa y bajo el título de XXXVIII, se especifica que la distancia entre manzano y manzano debía de respetarse y ser de 5,58 metros. A esta mendida en euskera se le llamaba sagar-lur ("terreno de la manzana"). En el siglo XIX en las localidades del País Vasco Francés de Sare y Ainhoa aún era empleada la medida del hogei oineko ("veinte-pies"), equivalente a 20 pies (un pie=0,278 metros), que a su vez era el equivalente de la medida del sagar-lur de Guipúzcoa.

#### Las leyes de la sidra
Tal como sucede como la manzana, la sidra también tenía sus propías leyes que la protegían.
Seguramente la elaboración de la sidra de las épocas antiguas estaría limitado al consumo familiar o interno del propio caserío en el que se fabricaba. Más tarde, con los primeros pueblos esparcidos que se convertirían después en villas, la sidra como la manzana se fueron convirtiendo, junto con otros productos, en objeto de compra-venta y trueque.

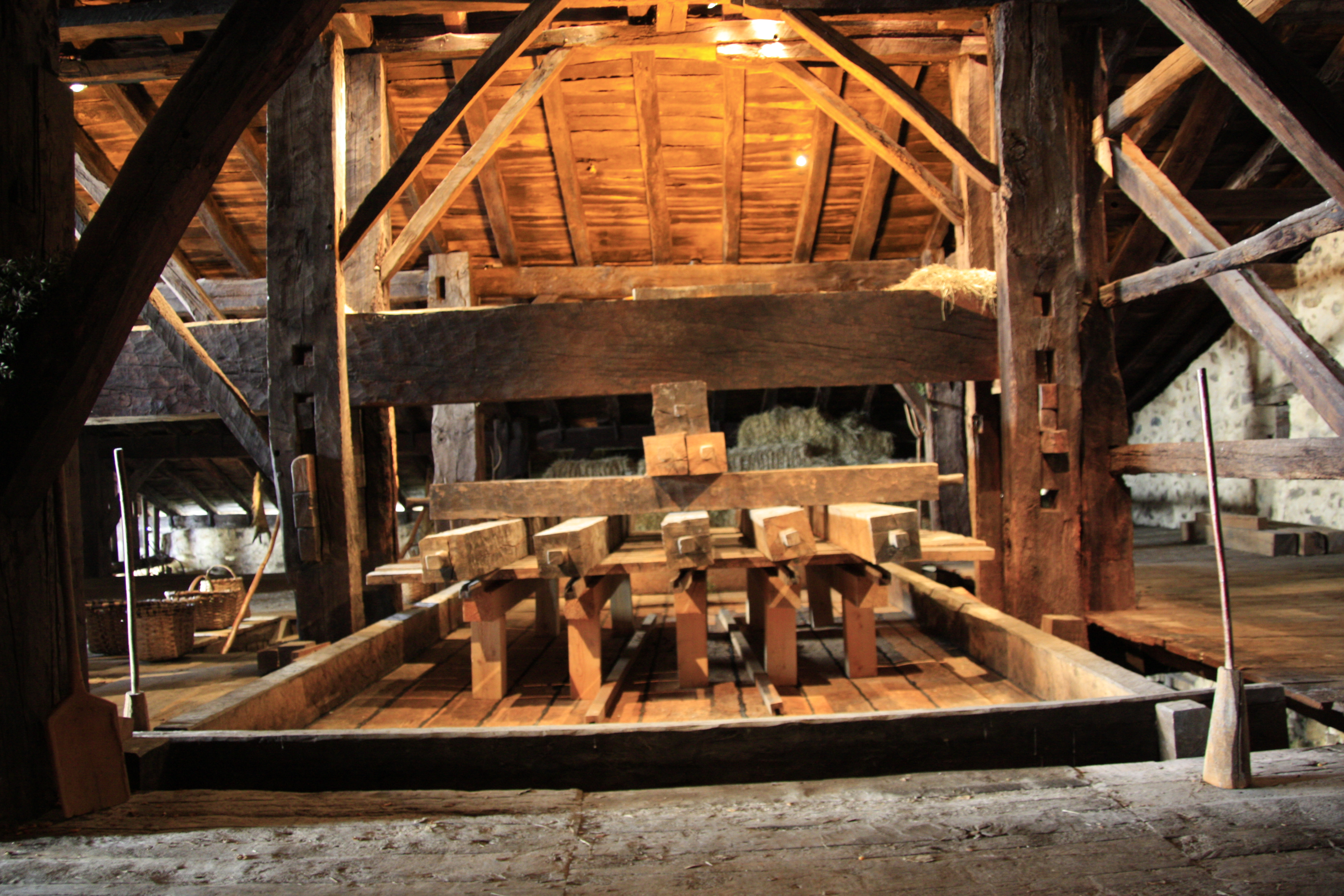
Antiguo dolare situado en el interior del Caserío-Museo Igartubeiti de la localidad de Ezkio-Itsaso. Guipúzcoa, Euskal Herria.

Con las construcciones de caminos adoquinados y puertos en el País Vasco la situación se tornó nueva, y se abrieron nuevos caminos y vías que hasta entonces no existían para la comercialización de la sidra. Los Fueros Vascos recopilaban leyes semejantes o parecidas de una u otra villa, para por ejemplo prohibir la entrada a una villa a la sidra que ha había sido elaborada en otro villa, de este modo se priorizaba y consumía antes la sidra autóctona de la villa que la de fuera. Por ejemplo, estaba prohibido llevar a Tolosa sidra o manzanas de Hernani, pero dichos productos se podían vender a Hernani. Del mismo modo, Hernani podía vender sidra y manzanas a Tolosa, pero estaba prohibido llevar manzanas y sidra de Tolosa a Hernani. Todo esto traía consigo innumerables e inacabables disputas y juicios, en las cuales muchas veces las Juntas Generales de Guipúzcoa realizaban el papel de mediador entre las partes implicadas en la disputa.
Dentro de la ordenanza de la villa de Hernani, en el apartado A, negociado 9 de la serie I, y según la ordenanza de 1542, se habían instruido tantos expedientes como fijaban las ordenanzas. El expediente más antiguo de aquella época que ha llegado a nuestro conocimiento (primer libro, primer espacio) es el de un tal Esteban Ollorena, habitante del territorio de Artiga, en la parroquia del Antiguo de Donostia, ya que dicha persona había intentado vender sidra dentro de la villa de Hernani.
En el tercer expediente de este mismo apartado, se menciona que en 1583 los Regimientos Municipales impusieron una denuncia a los habitantes de la Ferrería de Olabarrieta por haber sidra robada escondida en la cama de uno de ellos, esta sidra había sido robada de la localidad de Urnieta por los citados habitantes de Olabarrieta.
En el expediente 6 se menciona que entre los años 1651 y 1681 el concejo había aprobado permitir traer sidra de otras localidades a Hernani, ya que en aquellos años era escaso, del mismo modo, prohibía la venta de sidra o manzana hernaniarra de cara al exterior de esta villa.
Por otra parte, en el País Vasco y al menos hasta el siglo XIX la venta de la sidra estaba regulada. En el inicio de cada temporada las villas inspeccionaban la apertura de cada sidrería y las regulaban. Aún más importante que la apertura de las sidrerías era la exigente apertura de los toneles. Hoy en día los maestros sidreros suelen abrir los toneles cuando más les conviene, antiguamente existía un número mucho mayor de sirerias y también más competencia, por lo tanto la regulación era indispensable. Los ayuntamientos nombraban a un responsable que se encargaba de catar la sidra de los toneles de todas las sidrerías de la localidad, así una vez catada toda la sidra se cerraban los toneles y se realizaba un sorteo para decidir el orden en el que serían posteriormente abiertas los toneles para el consumo de su sidra.
Al comienzo de la temporada, y una vez que los toneles se habían cerrado y numerado, todos los maestros sidreros se reunían y realizaban el sorteo: en dos jarras de plata metían tantos papeles doblados como toneles poseían en sus sidrerías, dichos papeles tenían inscrito un número de cada tonel. A la vez que se iban sacando los papeles de las jarras, estas establecían tanto el orden de apertura como el estricto orden de consumición de los toneles. Mediante este último estricto orden ha de suponerse que los dos primeros toneles se abrirían durante 8 días, tras los cuales y siguiendo siempre el orden preestablecido se abrirían los siguientes dos de los toneles durante los 8 días siguientes, y así sucesivamente. Esto sucedió por ejemplo, en el año 1758 en Tolosa.
A modo de peculariedad nos encontramos el segundo capítulo del título XXXIX. del Fuero de Guipúzcoa, que trata sobre los incendios, y dice así:

Se autoriza a emplear vino o sidra, a falta de agua, para apagar el incendio, derribando también las casas, con indemnización si fuera necesario.

### Los marinos vascos y elsagardofuera del País Vasco
Es de destacar, en la Edad Media, la relación de los pescadores y marinos vascos con la sidra, ya que llevaban esta bebida cuando se hacían a la mar. Posteriormente, ya en los siglos XVI-XVII los pescadores vascos de ambos lados de los Pirineos que iban a Groenlandia y Terranova a la pesca del bacalao y la ballena, llevaban en las bodegas de sus barcos abundantes cantidades de sidra o vino, ya que el agua no se conservaba en buenas condiciones durante tanto tiempo y con el paso del tiempo su ingesta era causa de diversas enfermedades, cosa que no ocurría con la sidra y el vino. Esta práctica fue decayendo paulatinamente junto con la pesca de la ballena.
Durante los siglos XVI-XVII las factorías balleneras vascas repartidas por las costas de Terranova, Labrador y el golfo de San Lorenzo llegaron a reunir hasta nueve mil personas en algunas temporadas y constituyeron la primera industria en la historia de América del Norte. Incluso se formó una sociedad amistosa con los nativos mikmaq y beothuk, que trabajaban para los vascos a cambio de pan y sidra.
Está documentado que los vascos la llevaron a diferentes regiones de España, como Andalucía y a otros países como Flandes, Groenlandia y Terranova, y cuando se estableció la Real Compañía Guipuzcoana de Caracas, a Venezuela, entre otros destinos.
Está documentada la entrada de sidra francesa a Guipúzcoa para Navíos Balleneros desde 1732. Según el libro de Domingo Ignacio de Egaña, oficial del archivo real en 1769 documenta lo siguiente:
1745 - La justicia de San Sebastián comunica una Orden del Rey, y que manda se permitan embarcar, por este año en los Navíos Balleneros Sidras de Francia, y que informe sobre la costumbre...
1757 - Concede a la Ciudad de Fuenterrabía, permiso para que pueda hacer traer Sidra de Francia con urgencia.

### Inicio de la decadencia
Con la llegada al País Vasco del maíz del Nuevo Mundo comienza la decadencia de la sidra, suponiendo una verdadera revolución de la agricultura. El Padre Larramendi en su obra Corografía General de Guipúzcoa da fe de ello, cuando menciona que la primera persona que introdujo el maíz en el País Vasco en 1550 fue el hernaniarra Gonzalo Perkaiztegi, pero esto tampoco es cierto, ya que anteriormente ya había sido introducido el maíz por primera vez en Europa y el País Vasco en el año 1523 cuando en el País Vasco francés los baserritarras de Ustaritz plantaron maíz en sus campos. Este maíz había sido traído por los marinos vascos desde las Antillas.
Tras el siglo XVII los manzanales empiezan a decrecer, sobre todo en los pueblos del interior, donde las plantaciones de manzana eran sustituidas por el maíz. Por otro lado, el consumo de vino producido en Alava y Navarra se iba extendiendo paulatinamente por toda Euskal Herria en detrimento del consumo de sidra.
El vino tenía fama de ser una bebída más consistente y adecuada para la gente que se empleaba en trabajos duros, por ello el vino fue introduciéndose poco a poco en los lugares en los que históricamente la sidra había sido la única bebida como los baserris ("caseríos") y pueblos, de este modo se comenzó a relegar a la sidra a un segundo plano. El primer territorio histórico vasco donde comenzaron a perderse los manzanales fue Álava a finales del siglo XVIII, luego le siguieron Labort y Navarra a finales del siglo XIX. Los antiguos y extensos manzanales vascos iban siendo sustituidos por plantaciones de maíz, trigo y Antzinako sagasti zabalak arto, gari y viñedos. Por otro lado, como el vino conservaba mejor y más tiempo sus características, y la sidra era más susceptible y sensible a la oxidación y las condiciones del transporte y los viajes, los intercambios y compraventas de vino se convirtieron en mucho más rentables, así es que la sidra comenzó a perder su carácter comercial y convertirse en un producto de consumo propio, que tuvo que tomar refugio en los baserris y caseríos, donde se producía en cantidades limitadas. A inicios del siglo XX solo en Guipúzcoa existían 800.000 manzanos, parece una enorme cantidad, pero no era nada comparado con la cantidad que tenía el siglo pasado, lo que indica un enorme retroceso. En Vizcaya ocurrió lo mismo. Al inicio del siglo XX todas los manzanales del País Vasco se limitaban a la elaboración de unos terrenos familiares de unas cuantas localidades. La desaparición de las antiguas y enormes extensiones de los manzanales vascos para la elaboración de la sidra ya era una realidad.
¿Cómo es posible que una antigua cultura tan arraigada en el carácter vasco como el de la sidra y los manzanos estuviera al borde de la desaparición? ¿Por qué se aceleró ese declive de la sidra al inicio del siglo XX?

### Los siglosXIXyXX
En Álava, aunque alrededor del año 1855 en la capital Vitoria se seguía vendiendo la sidra alavesa, las viñas, el cereal y la patata constituían las principales plantaciones de la agricultura de Álava, por ello en dicha provincia excepto en el valle de Aramayona, la plantación de manzanos y la sidra alavesa fueron perdiéndose hasta el total olvido de lo que fue antaño el sector sidrero alavés.

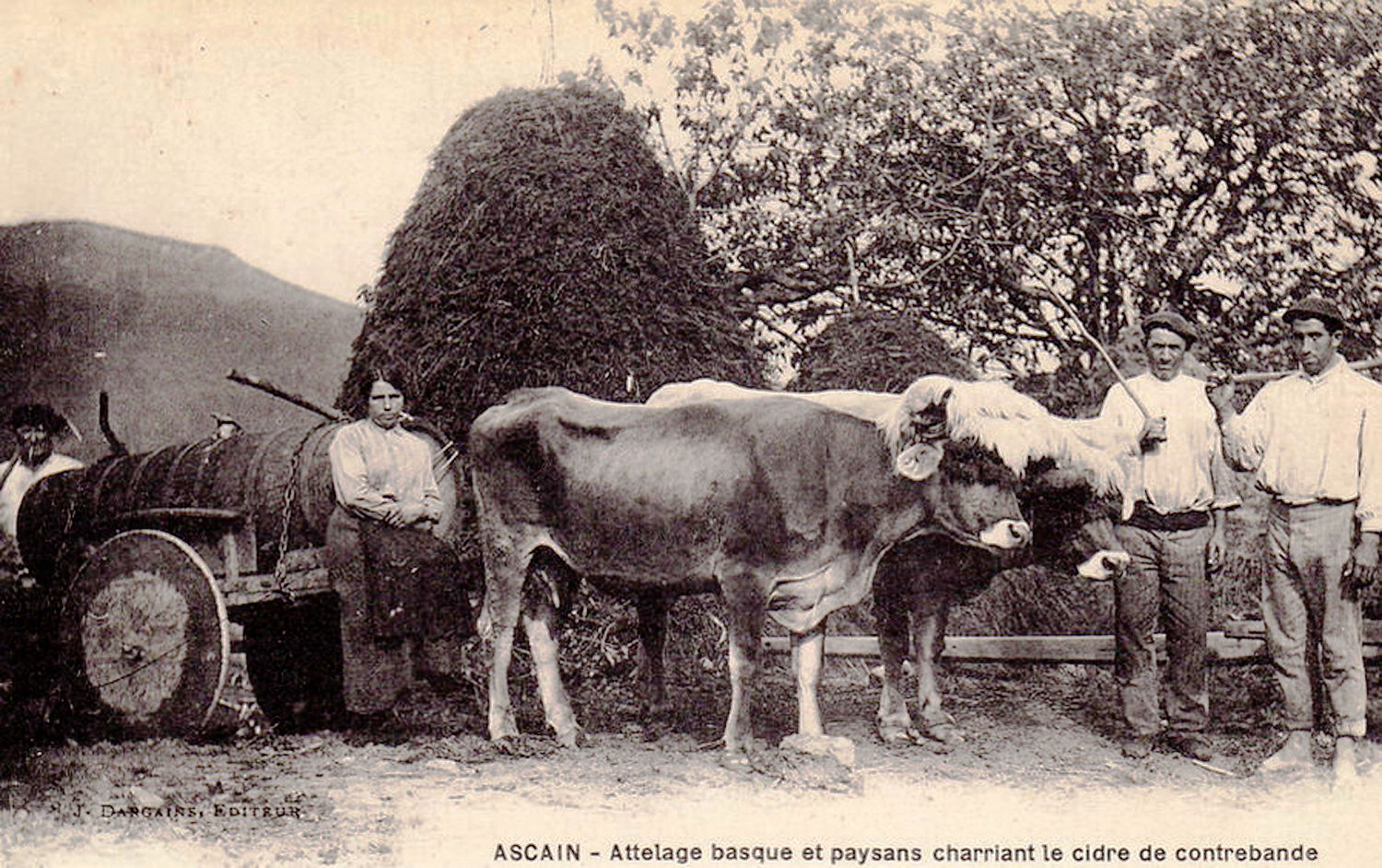
Carro tirado por bueyes transportando toneles de sidra de contrabando en Azkaine, País Vasco francés.

No obstante, hasta finales del siglo XIX la sidra vasca sufrió fuertes cargas tributarias de entre el 30 y el 50 % del beneficio. Ello retrajo a los cosecheros, muchos de los cuales se dedicaron a otras modalidades menos gravadas.
En Navarra ocurrió otro tanto. En 1917 se realizó un recuento de los manzanales del País Vasco, en el cual Navarra tenía el doble de manzanos que Vizcaya, aun así sobrevivían pocos dólares o lagares en activo en el noreste de Navarra, como en la localidad de Vera de Bidasoa, pero la producción de sidra en Navarra estaba en serio peligro de desaparición.
En el caso del País Vasco francés o Iparralde la situación no difería, aquí durante el siglo XX casi había desaparecido, antiguamente una gran cantidad de la enorme producción de sidra del País Vasco francés se enviada por el puerto de Bayona al ancho mar, para que los marinos vascos que navegaban o faenaban por todo el mundo en la pesca de bacalao y la ballena consumieran la bebida de su patria durante sus largas estancias fuera del País Vasco, además la sidra era buena para combatir el escorbuto. Por otro lado la enorme emigración que partió del País Vasco y se instaló por todo el mundo constituyendo la Diáspora Vasca también fue un factor determinante para el declive de la cultura de la sidra en el País Vasco.
Todavía en 1936 en vísperas de la Guerra Civil había en Euskadi unas 800 sidrerías a pleno rendimiento, 300 de ellas en suelo guipuzcoano. Según el veterano sidrero de Urnieta José Altuna, en aquellos tiempos se daban como ahora cosechas buenas y malas, "pero la sidra que salía buena superaba a la mejor de hoy". El año 1936 hubo muy poca manzana y no se fabricó apenas sidra.
Los viejos productores guardan un especial recuerdo de la cosecha del año 1944, que fue la mejor que han conocido. Para su desgracia, eran tiempos de hambre y racionamiento, la sidra era un lujo al alcance de unos pocos y aquella sidra tuvo una mala salida, vendiéndose a precio muy bajo para consumo doméstico.

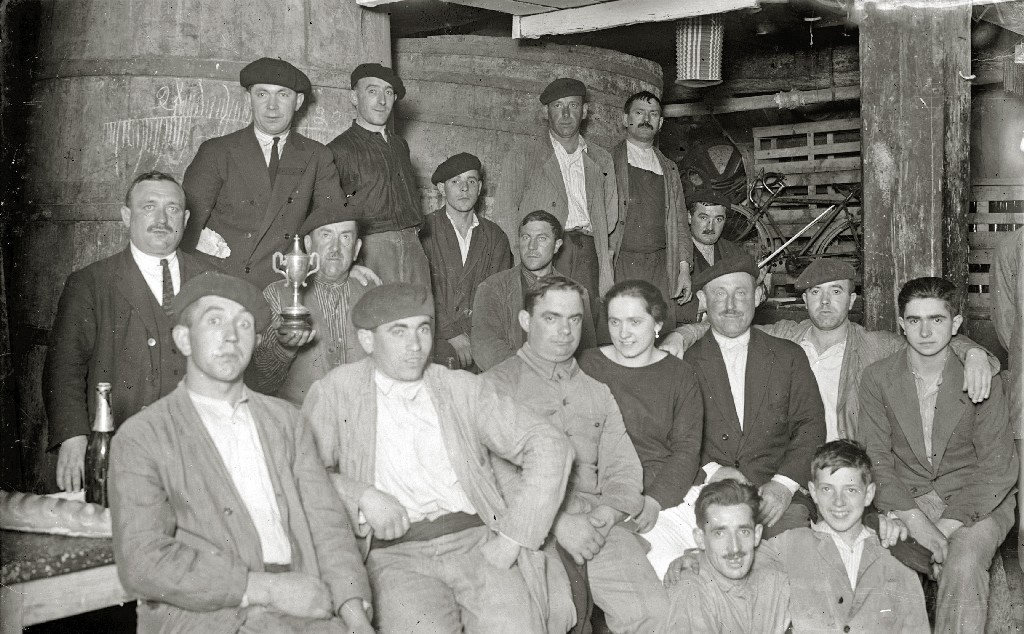
Grupo de personas en el año 1928 en una sidrería de Guipúzcoa (País Vasco).

Los años que siguieron fueron muy duros para la sidra vasca, con la Dictadura franquista llegó el aislamiento económico del país, el estancamiento tecnológico, el agotamiento de los manzanos sidreros y la ausencia de protagonismo de la Diputación Foral de Guipúzcoa en su papel de promotor de los productos del país, lo que condujo a la decadencia de la sidra vasca. En esta provincia durante la década de los 20 del siglo XX había un promedio de elaboración de sidra de unos 30 millones de litros por temporada, en cambio en la temporada de 1967 y en el punto más bajo de popularidad de la sidra en el País Vasco de toda su historia, la elaboración había caído a 1.250.000 litros, que fue la peor de toda la historia de la sidra vasca. Sólo a partir de la década de los 60, cuando empiezan a recuperarse todos los valores autóctonos, la sidra vasca iniciará una lenta pero imparable ascensión y recuperación del territorio perdido, y durante las décadas finales del siglo XX volvió a convertirse en bebida habitual y popular en el País Vasco.

## Renacimiento
Guipúzcoa, que se sitúa geográficamente en el corazón del País Vasco, ha sido el único territorio histórico vasco que ha mantenido fielmente la tradición vasca de la plantación de manzanos y la elaboración de sidra. Ello se debe a diferentes factores: tanto gracias a su situación greográfica, como a los presidentes de la Diputación Foral de Guipúzcoa durante el siglo XX, que han estado interesados en conservar y promover la cultura de la sidra de sus antepasados.[cita requerida]
Tras el renacimiento de la sidra vasca en la década de los 80 del siglo XX, ya en 1998 la elaboración de la sidra en Guipúzcoa rondaba los 8 millones de litros. Por ello, se puede decir que, aunque poco a poco iba reforzándose, aún estaba muy lejos incluso de las cifras de la década de los 20, pero el renacimiento de la sidra vasca era ya un hecho imparable.
En el siglo XX también se ha iniciado la comercialización de otros productos gastronómicos vascos relacionados con la sidra como la sidra ecológica, la sidra espumosa, el vinagre de sidra, etc.

## Hoy en día
En la temporada 2011 la producción de sidra vasca ascendió a los 10 millones de litros, de los cuales 860 000 litros se comercializaron bajo el sello de calidad Eusko Label, lo que indica que aún existe un amplio margen para incrementar la elaboración de sidra natural del País Vasco certificada, ya que anualmente se producen en el País Vasco entre seis y siete millones de kilos de manzana (sin contar las manzanas del País Vasco francés o Navarra).

### Astigarraga, capital de la sidra
La localidad de Astigarraga es conocida como la capital de la Sidra debido a su alta concentración de sidrerías. Según los datos del 2011, con 4818 habitantes y una superficie total de 11,91 km², hay registradas oficialmente en la localidad hasta 21 sidrerías. Como resultado de estos datos la localidad tiene una sidrería por cada 230 habitantes y una sidrería cada 0,5671 km². Todos estos datos convierten a Astigarraga la localidad de toda Europa con más sidrerías por kilómetro cuadrado y habitante.
Entre enero y mayo en Astigarraga es la temporada anual de txotx o, lo que es lo mismo, se consume directamente desde los toneles (kupelak); durante el resto del año se bebe de la botella. El ritual del txotx consiste en que el sidrero, al grito de ¡Txotx! se abren de una en una las kupelas y se sirve la sidra directamente al vaso. Así, se pueden ir probando las distintas variedades y matices de cada kupela, que varían en función de las manzanas que se han utilizado en la elaboración de la sidra de su interior.

## Museos
En el País Vasco existen hoy en día varios museos sobre la sidra vasca, entre los que cabe destacar dos:
- Sagardoetxea, se trata del Museo de la Sidra Vasca abierto en septiembre del 2006. Está situado en Astigarraga, localidad conocida como capital de la sidra vasca debido al gran número de sidrerías que hay en ella.
- Caserío-Museo Igartubeiti (en euskera: Igartubeiti baserri-museoa): Se trata de un caserío (baserri en euskera) construido y desarrollado en los siglos XVI y XVII, y modelo incomparable por su conservación de la Edad de Oro del caserío vasco y de la arquitectura de madera de la época. El caserío fue adquirido en 1992 por la Diputación Foral de Guipúzcoa para evitar su desaparición. Cuenta también en su interior con un gran lagar (dolare en euskera) destinado a la elaboración de la sidra, pieza única debido a su antigüedad y buena conservación, con la que hoy en día se suelen realizar demostraciones de cómo se elaboraba la sidra antiguamente. El edificio se ha transformado en un museo en el que se revive el modo de vida del caserío típico de hace cuatrocientos años a través de los instrumentos y muebles usados en esa época. Junto al caserío original se ha construido un moderno centro de interpretación donde se explica la historia del caserío con medios audiovisuales.

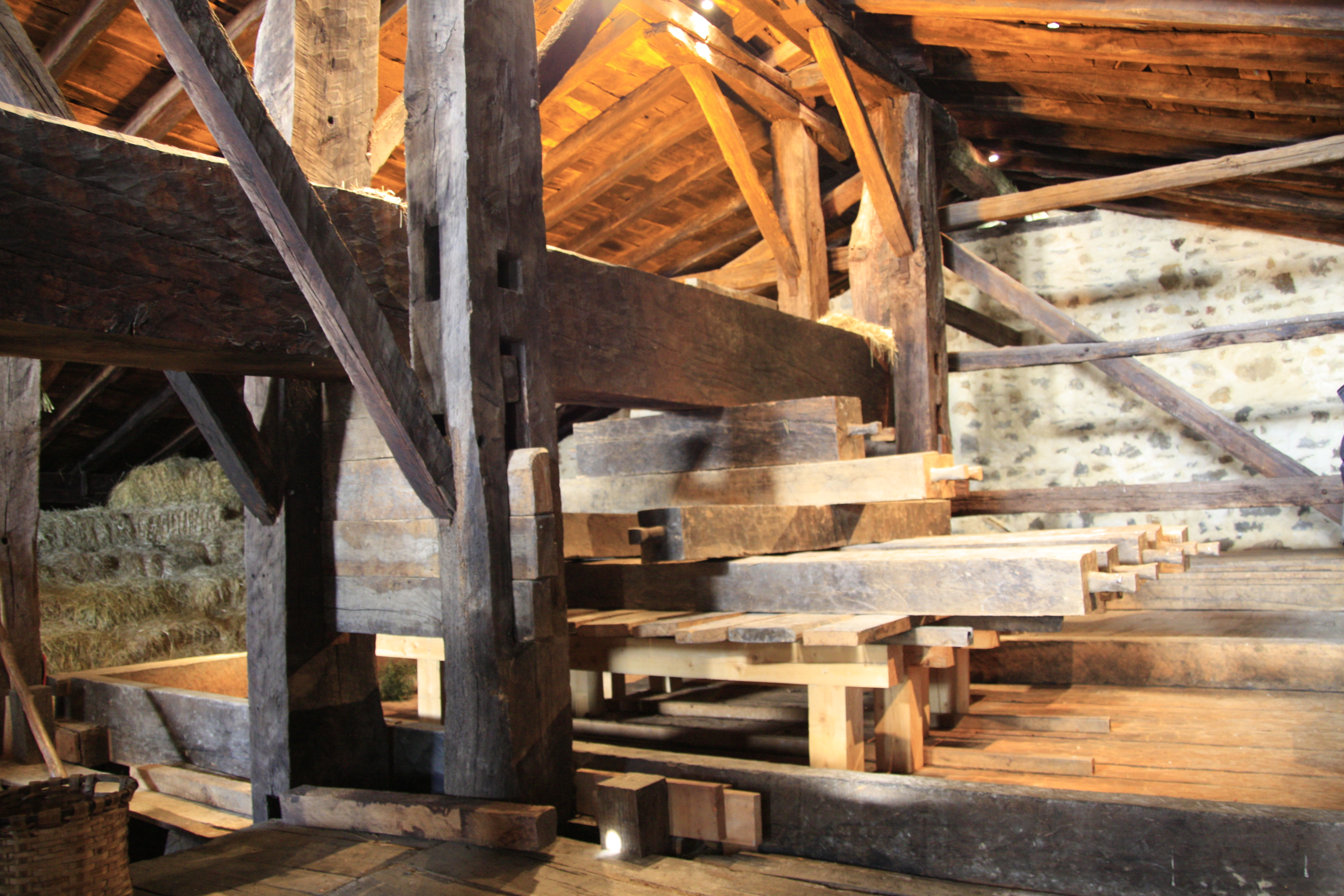
Vista lateral del dolare o lagar del caserío Igartubeiti.
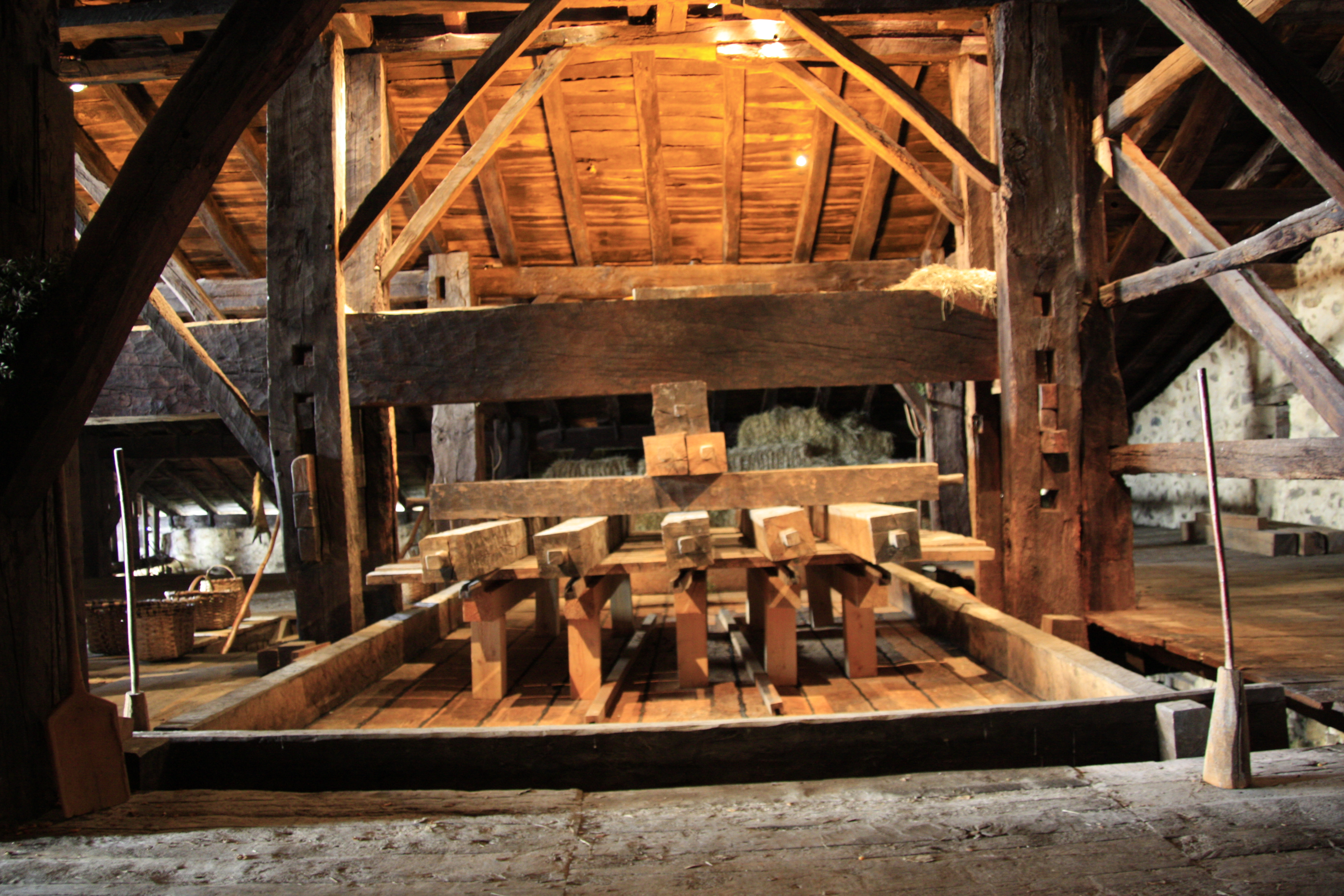
Vista frontal del dolare o lagar del caserío Igartubeiti.

## Topónimos y apellidos vascos derivados de la manzana, los manzanos y la sidra

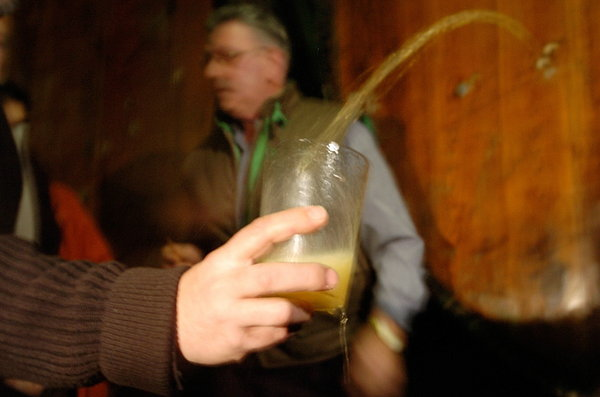
Txotx!!!

Una de las pruebas más importantes de la antigüedad de la sidra vasca reside en los innumerables nombres en euskera que son visibles tanto en la toponimia del País Vasco como en los apellidos vascos. El primer topónimo vasco registrado por escrito y relacionado con la manzana es la palabra sagarro, y aparece en Navarra en un documento del año 1291. Del siglo XIV en adelante, son cantidad las referencias de nombres y apellidos vascos derivados de la palabra sagar ("manzana"). De este modo, en el año 1348 aparece la palabra Sagastizabal en Azpeitia, en 1347 Sagasti en Hernani y Sagastigutxia en Beasáin.

### Toponimia vasca
Del mismo modo podemos encontrar en el País Vasco los siguientes topónimos relacionados con los dolare o "tolare" ("lagar") o lugares donde se fabrica la sidra: Dolaretxe, Tolare (Caserío Tolare), Tolareko Borda, Tolareberria, Tolaretxipi, Tolaretxiki, Tolaregoia, Tolareta, Tolarezar, Txiskuene, Upabi, Upategi, Upelategi...

### Apellidos vascos
Existen cantidad de apellidos vascos ligados a la manzana, los manzanos y los manzanales: Anasagasti, Apalasagasti, Atorrasagasti, Bisagasti, Olasagasti, Oruesagasti, Sagarbide, Sagarburu, Sagardui, Sagardibeltz, Sagarna, Sagarmina, Sagarminaga, Sagarmingorri, Sagarza, Sagarzazu, Sagastizabal, Sagasta, Sagastabeitia, Sagastagoitia, Sagastibarren, Sagastibel, Sagastibeltza, Sagastiberri, Sagastiberriaran, Sagastiburu, Sagastieta, Sagaseta, Sagastieder, Sagastume...

## Etnografía

### Proverbios y refranes
Según la antigua sabiduría popular vasca era enormemente beneficioso para las mujeres embarazadas el beber sidra. Un antiguo refrán o proverbio vasco menciona lo siguiente:

"Sagardoak umea ekarri, kerexiak eraman.
 Traducción: «La sidra trae consigo niños/as, las cerezas se los llevan."

Existen decenas de antiguos proverbios y refranes tradicionales vascos que citan la sidra, las manzanas y los manzanos entre los que destacan:
- Haize hotzarekin sagardo eske aundirik ez.

Traducción: «Con viento frío no hay gran demanda de sidra».
- Lehertutako kupelak ezin sagardoari eutsi.

Traducción: «El tonel reventado es incapaz de mantener a la sidra».
- Sagarrik ez, sagardo nahi..

Traducción: «(Cuando) No hay manzanas, se desea (beber) la sidra».
- Aitatxik sagardoia landa, semetxiak sagarrak bil.

Traducción: «El abuelo planta un manzano, el nieto recoge las manzanas».
- Sagarra ona izan liteke, deabruak emanik ere.

Traducción: «La manzana puede ser buena, aunque te la ofrezca el diablo».
- San Joanetan sagarrari (sagarrondoari) iru ale ikusten bazaizkio, urte horretan naiko sagar.

Traducción: «Si en el día de San Juan al manzano se le ven tres frutos, en ese año habrá suficientes manzanas».
- Arabarra, tirri tarra, hik uzkerra, nik sagarra.

Traducción: «El alavés, a la chita callando, para ti un pedo, para mí la manzana».
- Iruritarra tirri tara, tori puzkerra ta (e)man sagarra.

Traducción: «El Iruritarra a la chita callando, toma pedo y dame manzana».
- Sagarra lore lore denbora denian, gazteak ankak arin soñua denian.

Traducción: «Tiempo de florecimiento de la manzana, momento en que los jóvenes bailan».
- Sagarrak axala eder, harra berdin aiher.

Traducción: «La piel de la manzana es bella, igual al afecto del gusano por ella».

### Música

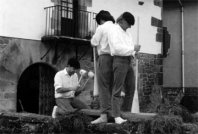
Tocando la Kirikoketa en Navarra.

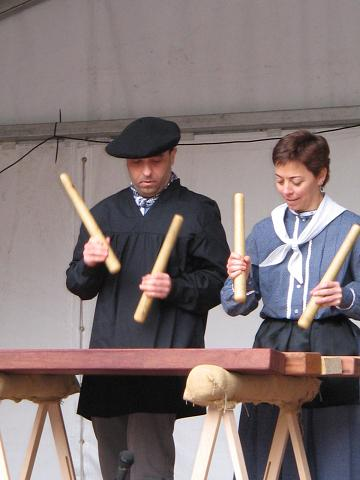
Tocando la Txalaparta en la feria del día de Santo Tomás de San Sebastián (Guipúzcoa).

En el País Vasco la música y especialmente el ancestral instrumento musical de la txalaparta esta íntima y estrechamente unido a la sidra y las sidrerías. Antiguamente, cuando en los dolares ("lagar") se acababa la labor de la elaboración de la sidra se solían utilizar las tablas de madera y los palos cilíndricos para prensar las manzanas a modo de instrumento de percusión. Con el ritmo repetitivo que lograban golpeando las tablas con los palos se realizaba una llamada a los vecinos de los alrededores para que acudieran a la fiesta y a la degustación de la sidra. Por la onomatopeya que producía el sonido rítmico que de él surgía, a este instrumento de percusión se le acabó llamando kirikoketa, siendo originario del noroeste de Navarra. Otro instrumento que también surgió en el ambiente de la sidrería y es hermana de la txalaparta y la kirikoketa es la tobera.
Ya en el siglo XX, fue otro instrumento musical el que se incorporó al ambiente de las sidrerías vascas, la trikitixa. Se trata de un acordeón diatónico al que muchas veces suele ir unido el sonido del pandero. Así, es habitual ver en las sidrerías vascas un dúo compuesto de un trikitilari y un panderojotzaile suelen ser los encargados de amenizar con su música y canciones populares vascas a las cuadrillas de amigos que se acercan a consumir sidra y pasar una velada agradable en el establecimiento. Aun así, últimamente se ha dado el caso de que alguna sidrería ha prohibido la trikitixa en el espacio de las barricas debido a que los clientes que bailaban a su son daban empujones involuntarios a otros clientes que acudían a esta zona para realizar el ritual del txotx y degustar tranquilamente la sidra, limitándose así la trikitixa al espacio, sala o recinto donde se sitúan las mesas de los comensales.
Por otro lado, el País Vasco es cuna de innumerables corales, agrupaciones vocales u otxotes, y el pueblo vasco es un pueblo muy aficionado a cantar en cualquier tipo de reuniones sociales, por lo que las sidrerías no son una excepción a esa afición por el canto que tiene el pueblo vasco. Es muy habitual ver tanto a cuadrillas de amigos como clientes en general cantar a viva voz canciones populares vascas en las sidrerías, y la chispa de la sidra logra hacer cantar hasta al cliente más vergonzoso.

### El versolarismo
El fenómeno y arte del versolarismo está íntimamente ligado a la sidra vasca, ambas se daban la mano en las sidrerías en el momento de la degustación de la sidra y su elaboración. A finales del siglo XIX y comienzos del siglo XX muchos fueron los versolaris asiduos a las sidrerías, entre los más míticos cabría citar los siguientes: Txirrita, Xenpelar, Uztapide, Bilintx... al versolarismo de este periodo se lo ha llamado versolarismo de sidrería.
El consumo de la sidra y la presencia de los clientes de las sidrerías como público asistente hacía desbordar la capacidad de crear bertsos al instante de los versolaris, entre trago y trago la chispa del ingenio saltaba, de este modo se retaban entre ellos y cantaban versos y rimas unos a otros a cada cual más ingeniosos. Esta tradición del versolarismo se ha mantenido hasta nuestros días.
Un ejemplo de ello es este verso del año 1893:
| Lenago jendia zeguen oso tristura aundiyan orain jaietan kanta ditzagun lasai sagardoteriyan | Antiguamente la gente estaba con gran tristeza ahora en las fiestas cantemos tranquilos en la sidrería |

Por otro lado, antiguamente la sidra era una bebida de enorme importancia para los vascos, y así se puede percibir en el verso del año 1860 del tolosarra Ramón Artola Larrañaga (1831-1906):
| Bedeinkatua izan dedilla sagardoaren graziya, bai eta ere kupira galbe eraten duben guziya; erari onek gizon askori ematen dio biziya, au eran gabe egotia da neretzat penitentziya. | Bendita sea la gracia de la sidra, y también a todo aquel que sin culpa la beba; esta bebida a muchos hombres les otorga la vida, estar sin beber esto es para mí una penitencia. |

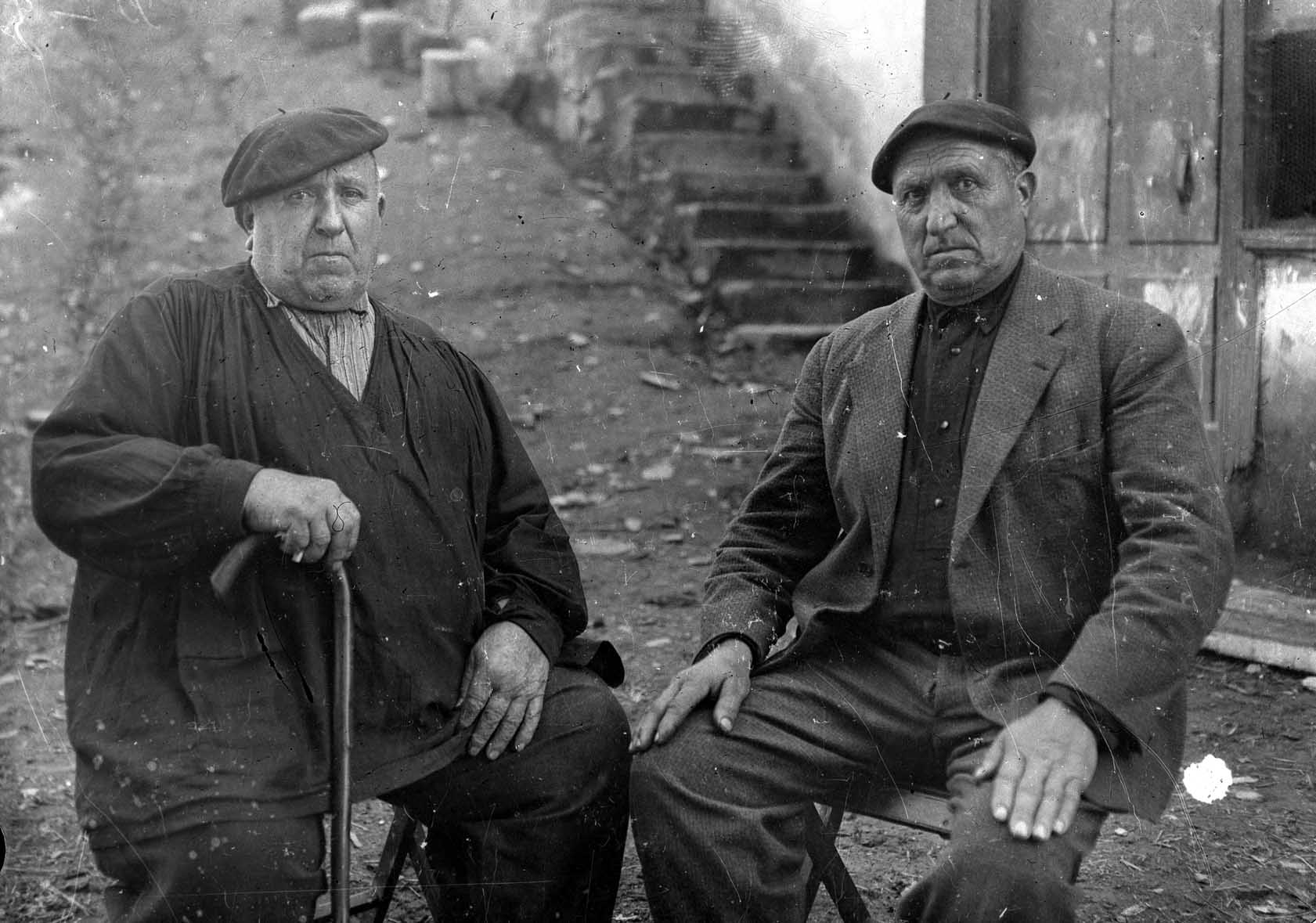
Los versolaris Txirrita y Saiburu en el año 1930.

También se atribuye al mismo versolari el siguiente bertso:
| O! edari maitea, o! edari ona kulpikan gabe preso kupelan egona orain libratzen zera gure zoriona Atoz, pozturik deika daukazu gizona |  | ¡Oh! amada bebida, ¡Oh! beneficiosa bebida preso sin culpa estuviste en la barrica ahora estás libre para nuestra felicidad Ven, que llamándote con alegría tienes al hombre. |

En una época más reciente, el versolari Lazkao Txiki compuso dos bertsos a la sidra, el manzano y las sidrerías, dichos versos muestran magníficamente la estrecha relación entre aquellas y el versolarismo:
| Bertso | Traducción |
| --- | --- |
| Al den ongien eman nahi ditut sagardoaren berriak, nik bere baitan uste dudana jakin dezala herriak. Beste edari hoberik ez du gizonaren egarriak, bedeinkatuak sagasti eta sagardotegiak. Garai batean sagardoa zen bertsolarien edari, lagunartean bildutakoan edan ohi zuten ugari. Gero ixilik egon ezin eta hasitzen ziren kantari, edari honek berea baitu elkartasun jator hori. | Quiero dar de la mejor manera las noticias de la sidra, que sepa el país lo que pienso de ella. No hay otra bebida mejor para la sed del hombre, bendecidos sean los manzanales y las sidrerías. Antiguamente la sidra era bebida de bertsolaris, cuando entre amigos se juntaban bebían en gran cantidad. Luego andaban sin poder callarse y comenzaban a cantar, ya que esta bebida trae consigo esa amable camaradería. |

### Danzas

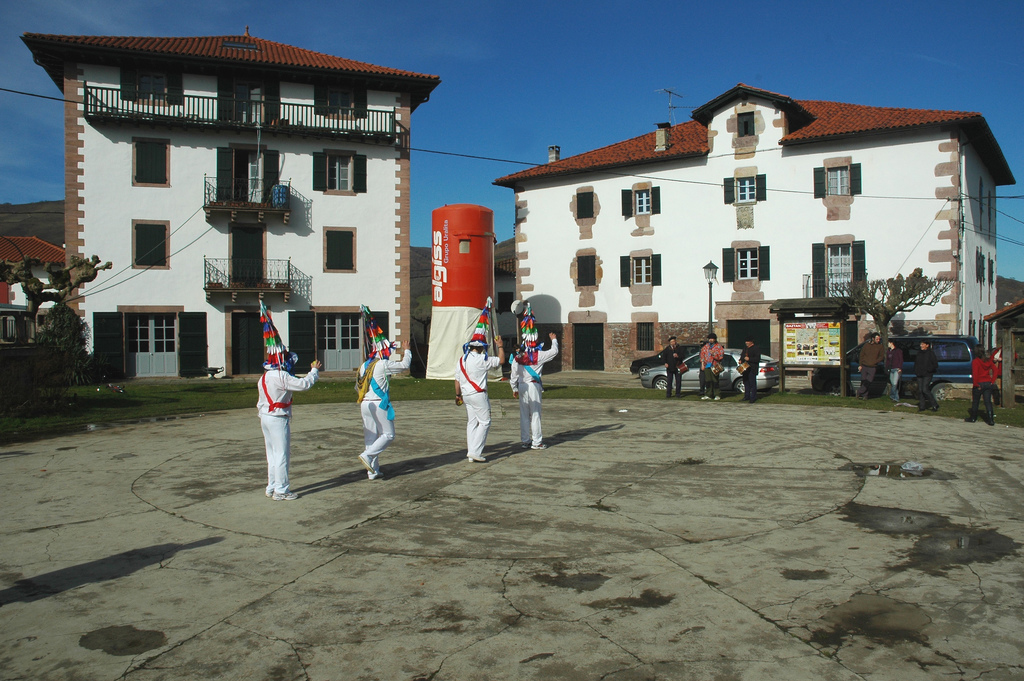
Sagardantza en el pueblo de Arizkun, 2008. Baztan, Navarra.

La recogida de la manzana ha sido siempre motivo de fiesta en los caseríos y pueblos vascos. Antaño cuando llegaba la época de la manzana, todos participaban, viejos, niños, mujeres y hombres trabajaban en la recolección y al final se bailaba la Sagardantza, baile que surgió directamente de la recogida de la manzana para su consumo o elaboración de la sidra.
La Sagardantza ("Baile de las manzanas") ha sobrevivido hasta nuestros días en el pueblo de Arizkun, situado en el Valle del Baztán y se baila en la época de Carnaval. Fuera de este valle esta danza se baila en los festivales de danza a lo largo y ancho del País Vasco. La bailan cuatro hombres que van ataviados con camisa y pantalón blancos sujetos en la cintura por una faja de color rojo, gorro alto adornado con cintas de colores, las clásicas alpargatas en los pies y en el cuello un pañuelo con vivos colores. Cada bailarín lleva una manzana en cada mano que arroja al final del baile. Pese a que originariamente era bailada por hombres actualmente también es bailado por mujeres.

## Tipos de manzanas

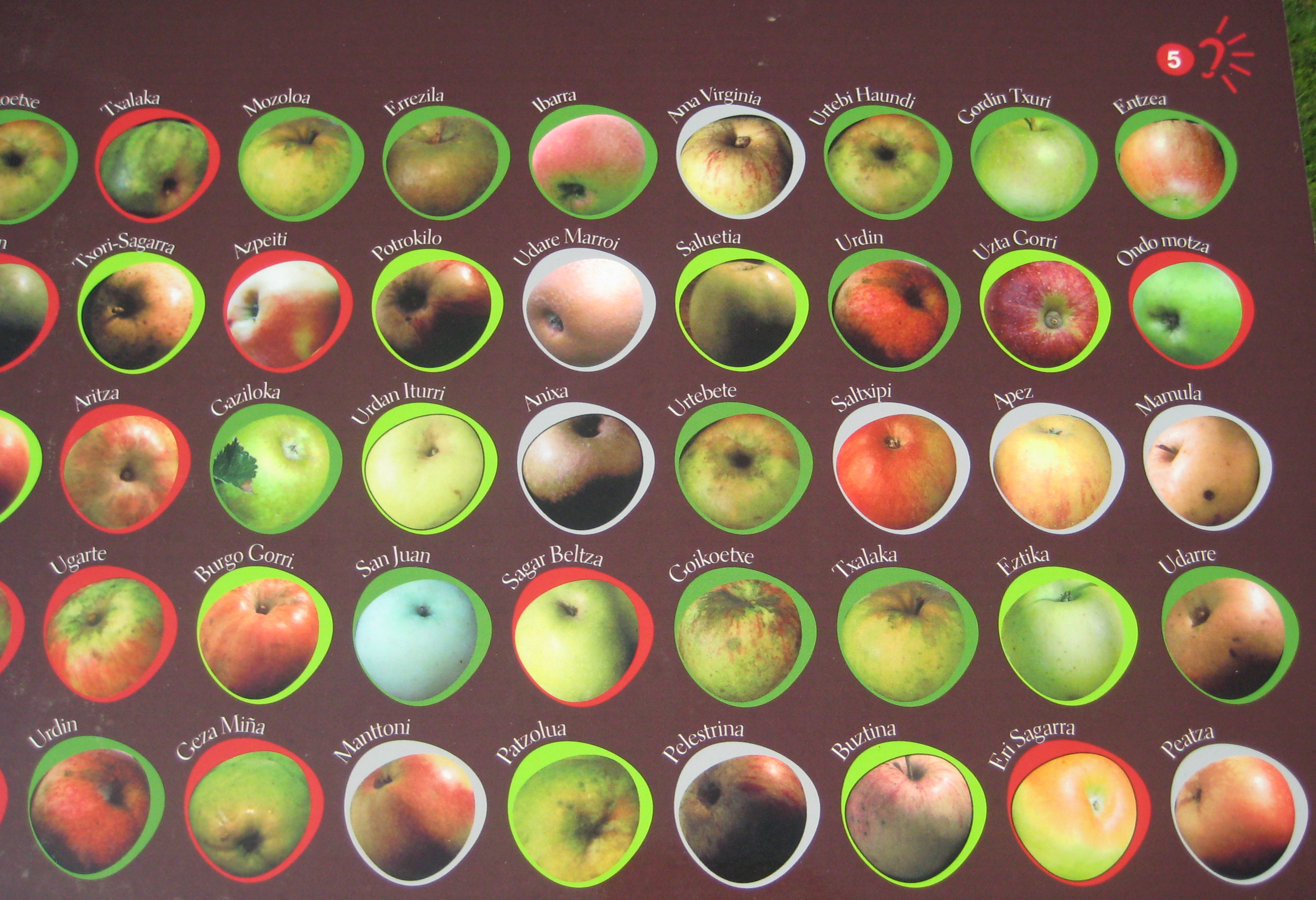
Tipos y nombres de manzanas utilizadas en el País Vasco para la elaboración de la sidra.

La siguiente lista enumera el nombre de los tipos de manzanas utilizadas en el País Vasco para la elaboración de la sidra:
- Abalia, Agin Azpi, Agor Mokote, Aldako sagarra, Ale Handi, Alemán sagarra, Altza sagarra, Altzola Makatza, Amabirjina, Andoáin sagarra, Andra Mari sagarra, Anixa sagarra, Añarbe, Aritza, Argentino, Aia sagarra, Azalain, Aziloka, Azkoneta, Bizkai, Boskantoi, Bulanoa, Burgo, Burni Makatza, Burni sagarra, Buztina sagarra, Errege Gaxi, Errege sagarra, Errezil Gorria, Errezila, Frantses sagarra, Gabiri sagarra, Gazi Handia, Geza Gorria, Geza Mina, Geza Zuria, Goikoetxea, Golden, Japonesa, Josefa, Kamuesa, Kandela, Kanpandoja, Kiskur sagarra, Libra sagarra, Limoi sagarra, Loisti sagarra, Mamula, Lanttoni, Martiku, Maximela, Mendiola sagarra, Merabi sagarra, Merkalin sagarra, Mokote sagarra, Munduate sagarra, Muniela, Naparra, Oru sagarra, Ostro Beltza, Palazio sagarra, Patzuola, Pelestina, Periko sagarra, Piku sagarra, Pillaso sagarra, Potrokilo sagarra, Reñeta Gorria, Sagar Beltza, Sagastume sagarra, Saltxipi sagarra, Saluate, San Frantzisko, Starkin, Txalaka, Txori sagarra, Txurten Luze, Udare Sagar Beltza, Udare sagarra y Ugarte sagarra.[59]

Según estudios realizados en los últimos años, las variedades de manzanas sidreras más utilizadas para la elaboración de la sidra son las siguientes:
- Ácidas: Errezila, Txalaka, Manttoni, Urtebia, Bostkantoi, Azpuru, Udare y Txistu.
- Amargas: Goikoetxea, Geza-mina, Aritza, Urdina, Berde-mikatza.
- Dulces: Patzuola, Mozolua, Txori sagarra, Gorri-txikia, Bizkai-sagarra y Aia-sagarra.

## Vocabulario sidrero vasco
A continuación se enumeran brevemente algunos términos del vocabulario básico empleado en el ambiente de la sidra ("Sagardogintza") del País Vasco:
- Dolare: Lagar, o antiguo caserío y construcción donde antiguamente se elaboraba la sidra.
- Eraso: Significa "ataque". El eraso significa la primera sensación que deja el primer trago de sidra en el paladar.
- Geroko: Significa "el posterior". Se trata del sabor que deja en el paladar la sidra tras haber sido bebida y tragada.
- Gogor: Significa "duro". Se denomina gogor a la sidra que ya esta pasada de tiempo para su degustación.
- Kizki: palo de alrededor de 60 centímetros, con un clavo en uno de sus extremos que sirve para pinchar las manzanas caídas de los manzanos que se encuentran en el suelo y recogerlas al cesto.
- Mama: Denominación que toma el vino o la sidra de gran calidad.
- Matxaka: Prensa con la cual se aplasta las manzanas.
- Motel: Significa "floja". Con esta denominación se suele llamar a la sidra de sabor flojo, falto de chispa o relativamente insípida.
- Otarre: cesto de junco en el que se recogen las manzanas que van siendo regogidas del suelo.
- Patsa: la pasta triturada de manzana posterior a que las manzanas hayan sido golpeadas y trituradas.
- Pisoi: gran martillo de madera que suele utilizarse para golpear y triturar las manzanas. Tiene un mango largo y con él se trituran las manzanas golpeándolas de arriba abajo.
- Sagar: Manzana.
- Sagarra jotze: El reventamiento o aplastamiento manual o por medio de máquinas de la manzana.
- Sagardotegi: Establecimiento donde le elabora, degusta y vende sidra.
- Txinparta: En castellano significa "chispa". La txinparta es el gas carbónico que surge por sí solo y muy ligeramente cuando se vierte la sidra tanto del txotx al vaso, como de la botella al vaso.
- Txotx: Pieza que se emplea para cerrar el pequeño agujero de la upela del que se vierte la sidra a los vasos de los cliente que guardan en fila su turno para llenar sus vascos. De esa pieza y de la exclamación Txotx! del sidrero mientras que abre la upela como reclamo para que sus clientes se pongan en fila deriva el nombre del ritual del Txotx, que se basa en los anteriormente descrito. La pieza del Txotx es de madera redondeada de 4 a 5 centímetros de diámetro y 10 cm de largo.
- Upel: recipiente (o tonel) de madera o aluminio donde se mantiene y conserva la sidra. Puede estar de pie o tumbado, siendo de diversos materiales: madera, aluminio, poliéster, etc.
- Urre-kolore: Significa "color dorado", tipo de color que puede llegar a tener la sidra.

Estos vocablos están recogidos en el Diccionario de la Sidra.

## Multimedia
- Documental sobre la sidra y las sidrerías vascas de la ETB (1.ª Parte)
- Documental sobre la sidra y las sidrerías vascas de la ETB (2.º Parte)
- Documental sobre la sidra y las sidrerías vascas de la ETB (3.º Parte)
- Documental sobre la sidra y las sidrerías vascas de la ETB (4.ª Parte)
- Documental en euskera de la ETB sobre el Museo de la Siedra Vasca, "Sagardoetxea: herri baten erroak" ("Sagardoetxea": las raíces de un país").
- Video sobre el Sagardo Berriaren Eguna' o apertura de la temporada 2009 de la sidra vasco, con el pelotari Aimar Olaizola como invitado del año 2009
- Video sobre el Sagardo Berriaren Eguna' o apertura de la temporada 2011 de la sidra vasco, con el cocinero Karlos Arguiñano como invitado del año 2011